# Čusine
Čusine är ett samhälle i Bosnien och Hercegovina.   Det ligger i entiteten Federationen Bosnien och Hercegovina, i den centrala delen av landet, 100 km nordväst om huvudstaden Sarajevo. Čusine ligger 526 meter över havet och antalet invånare är 194. Det ligger vid sjön Plivina Jezera.
Terrängen runt Čusine är huvudsakligen kuperad, men söderut är den bergig. Närmaste större samhälle är Jajce, 2,8 km öster om Čusine. 
I omgivningarna runt Čusine växer i huvudsak blandskog. Runt Čusine är det ganska tätbefolkat, med 93 invånare per kvadratkilometer.